# Šime Vrsaljko
Šime Vrsaljko [ˈʃiːmɛ̂ ˈvrːsaːʎkɔ] (* 10. Januar 1992 in Zadar) ist ein kroatischer ehemaliger Fußballspieler.

## Karriere

### Verein
Vrsaljko begann in der Jugend von Dinamo Zagreb mit dem Fußball spielen. Zu Beginn der Saison 2009/10 wurde er an Lokomotiva Zagreb, das Ausbildungsteam von Dinamo Zagreb, ausgeliehen. Am 26. Juli 2009 debütierte er dort im Alter von 16 Jahren in der 1. HNL, der höchsten kroatischen Spielklasse. In der Folge kam er in allen Ligaspielen der Hinrunde zum Einsatz. In der Winterpause der gleichen Saison kehrte er zurück zu Dinamo Zagreb und lief dort in weiteren zehn Partien auf. Sein erstes Spiel für Dinamo bestritt Vrsaljko am 27. Februar 2010 gegen NK Croatia Sesvete. Am Ende der Spielzeit gewann er mit seinem Team die kroatische Meisterschaft und mit einem 1:0-Finalsieg gegen den Pokalsieger Hajduk Split auch den kroatischen Supercup.
Seinen ersten internationalen Auftritt hatte Vrsaljko am 4. August 2010 in der 3. Runde der Qualifikation zur Champions League gegen Sheriff Tiraspol aus Moldawien, der jedoch im Elfmeterschießen verloren ging. In den folgenden Play-off-Partien für die Qualifikation zur Europa League gegen den ungarischen Klub Győri ETO FC und in fünf Spielen der anschließenden Gruppenphase kam er ebenfalls zum Einsatz. Auch in dieser Saison spielte er regelmäßig in der Liga. Am 29. August 2010 erzielte Vrsaljko beim 2:0-Erfolg über Cibalia Vinkovci seinen ersten Treffer im Profi-Fußball. 2010 wurde Vrsaljko mit dem Hope of the Year-Award als bester Nachwuchsspieler der Liga ausgezeichnet. Am Ende der Saison konnte Dinamo erneut die Meisterschaft gewinnen und sicherte sich mit zwei deutlichen Siegen über NK Varaždin im Finale des kroatischen Pokals das Double. Dieser Erfolg konnte 2012 wiederholt werden.
Im Sommer 2013 wechselte Vrsaljko zum italienischen Erstligisten CFC Genua. Sein Vertrag lief bis 2017. 2014 verließ er Genua und wechselte zur US Sassuolo Calcio.
Zur Saison 2016/17 wurde er vom spanischen Erstligisten Atlético Madrid für fünf Jahre verpflichtet. In seiner ersten Spielzeit kam er unter Diego Simeone zu 14 Ligaeinsätzen (11-mal in der Startelf). In der Saison 2017/18 folgten 21 Einsätze (19-mal von Beginn).
Zur Saison 2018/19 wechselte Vrsaljko auf Leihbasis zu Inter Mailand. Er absolvierte 10 Ligaspiele (8-mal von Beginn). Ende Januar 2019 zog sich Vrsaljko eine schwere Knieverletzung zu, weshalb er bis zum Saisonende ausfiel.
Zur Saison 2019/20 kehrte der verletzte Vrsaljko zu Atlético Madrid zurück. Im Juli 2022 verließ der Kroate die spanische Hauptstadt und wechselte zu Olympiakos Piräus.

### Nationalmannschaft
Vrsaljko durchlief zahlreiche Juniorennationalteams Kroatiens. So nahm er 2010 an der U-19-Europameisterschaft teil. Während des Turniers wurde er vier Mal eingesetzt, darunter auch im Halbfinale gegen den Gastgeber und späteren Europameister Frankreich, das mit 2:1 verloren wurde. Für die U-21-Nationalmannschaft spielte er bislang in fünf Partien, erstmals am 2. März 2010 gegen Frankreich.
Am 2. November 2010 stand er für das EM-Qualifikationsspiel gegen Malta erstmals im Kader der kroatischen Nationalmannschaft. Sein erstes A-Länderspiel absolvierte Vrsaljko dann am 9. Februar 2011 gegen Tschechien. Von Nationaltrainer Slaven Bilić wurde er in den Kader für die Europameisterschaft 2012 berufen. Auch für die Fußball-Weltmeisterschaft 2014 in Brasilien wurde Vrsaljko nominiert. Er wurde dabei in zwei von drei Spielen eingesetzt.
Bei der Europameisterschaft 2016 in Frankreich wurde Vrsaljko in das kroatische Aufgebot aufgenommen. In der zweiten Partie gegen Tschechien kam er erstmals zum Einsatz, als er in den Schlussminuten eingewechselt wurde. Im dritten Gruppenspiel gegen Titelverteidiger Spanien durfte er über die vollen 90 Minuten spielen. Im Achtelfinale gegen Portugal, das das Team verlor, blieb er dann wieder auf der Bank.
Bei der Weltmeisterschaft 2018 in Russland schaffte es Vrsaljko mit seiner Mannschaft bis ins Finale, in dem sie Frankreich mit 4:2 unterlagen. Vrsaljko gehörte bei der WM zur Erstaufstellung.
Bei der Europameisterschaft 2021 war er Bestandteil des kroatischen Kaders, welcher bei dem Turnier im Achtelfinale gegen Spanien ausschied.

## Erfolge
Titel
- Europa-League-Sieger: 2018
- Kroatische Meisterschaft: 2010, 2011, 2012, 2013
- Kroatischer Pokal: 2011, 2012
- Kroatischer Supercup: 2010

Nationalmannschaft
- Vizeweltmeister: 2018

Auszeichnungen
- Kroatiens Nachwuchsspieler des Jahres: 2010